# Communauté de communes du Val de Trézence, de la Boutonne à la Devise
La Communauté de communes du Val de Trézence, de la Boutonne à la Devise est une ancienne communauté de communes française, située dans le département de la Charente-Maritime et la région Poitou-Charentes.

## Histoire
- Elle a été dissoute le 31 décembre 2013 dans le cadre de la réforme territoriale et ses communes membres ont rejoint la communauté de communes des Vals de Saintonge, à l'exception de quatre d'entre elles qui ont rejoint la communauté de communes Aunis Sud[1].

## Composition
Elle regroupait 12 communes dont onze du canton de Tonnay-Boutonne et la douzième du canton de Tonnay-Charente :
- Annezay
- Chantemerle-sur-la-Soie
- Chervettes
- Genouillé
- Nachamps
- Puy-du-Lac
- Puyrolland
- Saint-Crépin
- Saint-Laurent-de-la-Barrière
- Saint-Loup
- Tonnay-Boutonne
- Torxé

## Quelques données géographiques en 2010
- Superficie : 156,10 km2, (soit 2,27 % du département).
- 2 cantons concernés : Canton de Tonnay-Boutonne et Canton de Tonnay-Charente.

- Population en 2010 : 4 117 habitants (soit 0,66 % de la population du département).

C'est la communauté de communes de la Charente-Maritime la moins peuplée et avec la communauté de communes du canton de Saint-Hilaire-de-Villefranche, elle fait partie des deux structures intercommunales du département dont la population est inférieure à 5 000 habitants selon les données du recensement de 2010. 
- Densité de population en 2010 : 26 hab/km2, (Charente-Maritime : 91 hab/km2).

C'est avec la communauté de communes du canton d'Aulnay-de-Saintonge et la communauté de communes du canton de Loulay, l'une des trois structures intercommunales de la Charente-Maritime dont la densité de population est la plus faible du département (plus de trois fois inférieure à la moyenne départementale).
- Évolution annuelle de la population (entre 1999 et 2006): + 0,88 % (+ 1,07 % pour le département).
- Évolution annuelle de la population (entre 1990 et 1999): + 0,83 % (+ 0,61 % pour le département).

- Pas de commune de plus de 2 000 habitants.
- Pas de ville de plus de 15 000 habitants.

Cette structure intercommunale fait partie des cinq communautés de communes de Charente-Maritime à ne pas avoir de commune de plus de 2 000 habitants, les quatre autres étant la Communauté de communes du canton d'Aulnay-de-Saintonge,  la Communauté de communes du canton de Saint-Hilaire-de-Villefranche, la communauté de communes du canton de Loulay et la Communauté de communes Charente-Arnoult-Cœur de Saintonge.